# فروچاله

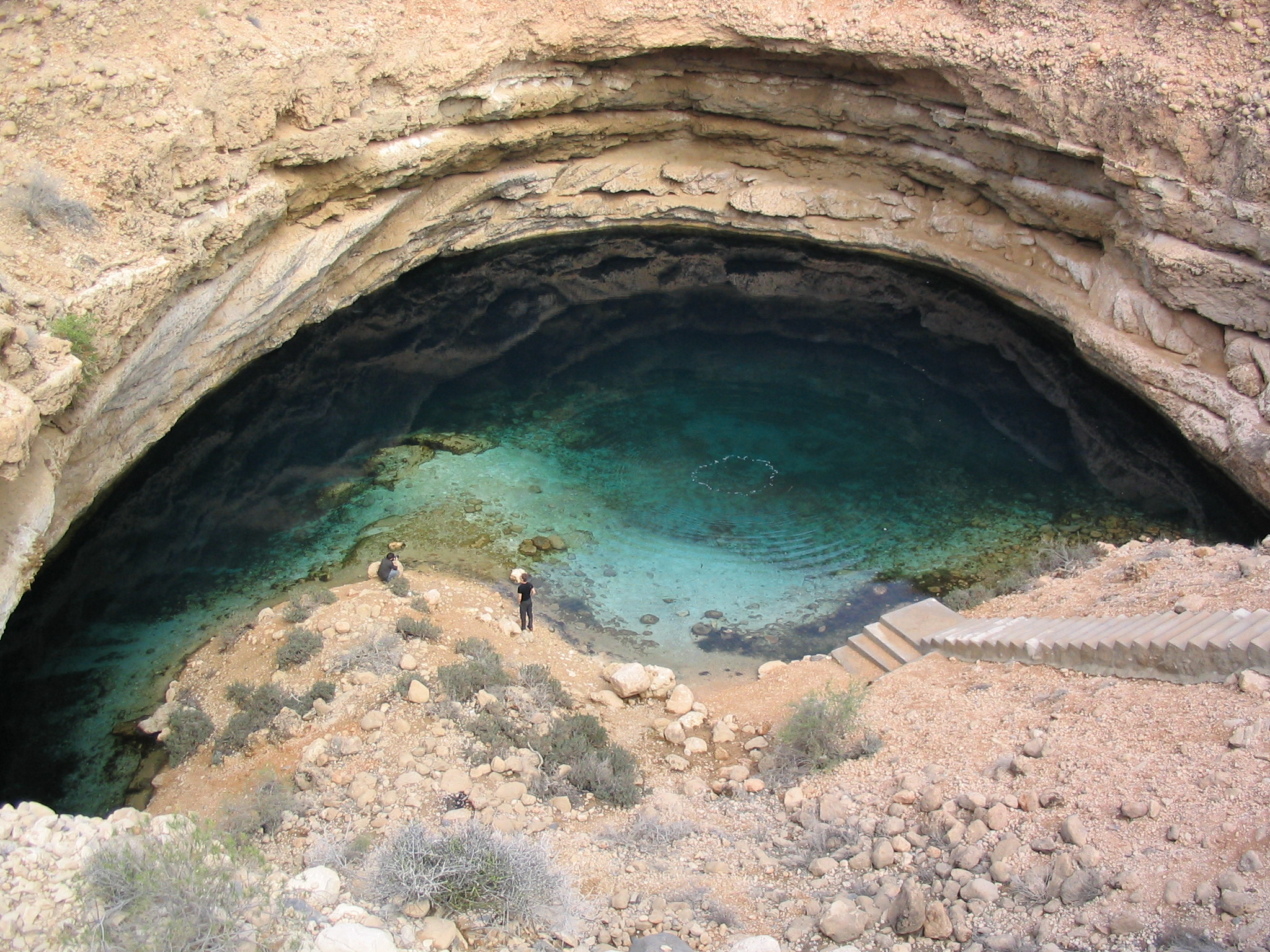
فروچاله بهمن در عمان

فروچاله یا کارست‌چال، در لغت به معنای زمین پست و جای عمیق و در علم زمین‌شناسی فرورفتگی‌های طبیعی است که به دلیل فرایندهای کارستی در سطح زمین به وجود آمده‌اند. عمق فروچاله‌ها از ۱متر تا ۶۰۰ متر متغیر هستند.